# Pterostemon
Pterostemon ist die einzige Pflanzengattung der Familie der Pterostemonaceae innerhalb der Ordnung der Steinbrechartigen (Saxifragales).

## Beschreibung

### Vegetative Merkmale
Bei den Pterostemon-Arten handelt es sich um harzreiche, gut verzweigte Sträucher.
Die wechselständig und spiralig, gehäuft an den Zweigspitzen angeordneten Laubblätter sind gestielt und einfach. Der Blattrand ist gezähnt. Die Blattoberseite ist glänzend. Die Blattunterseite ist behaart. Es sind kleine, früh abfallende Nebenblätter vorhanden.

### Generative Merkmale
Die endständigen, zymösen oder schirmrispigen Blütenstände sind wenigblütig.
Die zwittrigen Blüten sind radiärsymmetrisch und fünfzählig mit doppelter Blütenhülle. Der Blütenbecher (Hypanthium) ist nur undeutlich ausgebildet. Die fünf Kelchblätter sind verwachsen. Die fünf freien Kronblätter sind genagelt. Es sind zwei Kreise mit je fünf Staubblättern vorhanden. Der äußere Kreis besteht aus freien, fertilen Staubblättern, der innere Kreis aus Staminodien. Die Staubfäden sind breit, geflügelt und gezähnt. Die Pollen sind tricolporat. Fünf Fruchtblätter sind zu einem unterständigen Fruchtknoten verwachsen. Jede Fruchtknotenkammer enthält vier bis sechs Samenanlagen. Der Griffel endet in einer fünflappigen Narbe.
Die holzigen, wenigsamigen, fünfklappigen Kapselfrüchte sind gekrönt von aufrechten Kelchblättern und zurückgebogenen Kronblättern. Die Samen besitzen kein Endosperm.

## Inhaltsstoffe
An Inhaltsstoffen sind Flavonole z. B. Quercetin vorhanden.

## Systematik und Verbreitung
Die Gattung Pterostemon wurde 1847 durch Sebastian Schauer in Linnaea, Band 20, Nr. 6, S. 736 aufgestellt. Typusart ist Pterostemon mexicanus Schauer.
Die Familie Pterostemonaceae steht innerhalb der Ordnung der Saxifragales den Familien der Saxifragaceae, Grossulariaceae und Iteaceae nahe. Ob Pterostemonaceae eine eigenständige Familie ist oder ob die Gattung Pterostemon zur Familie Iteaceae gehört wird kontrovers diskutiert.
In der Gattung Pterostemon gibt es etwa drei Arten. Sie gedeihen im subtropischen bis tropischen Mexiko:
- Pterostemon bravoanus J.Jiménez Ram. & Mart.Gord.: Sie kommt in den mexikanischen Bundesstaaten Guerrero und Oaxaca vor.[1]
- Pterostemon mexicanus Schauer: Sie kommt von Guanajuato bis Veracruz vor.[1]
- Pterostemon rotundifolius Ramírez: Sie kommt in den Bundesstaaten Puebla und Oaxaca vor.[1]